# Liste des chevaliers de l'ordre carliste de la Toison d'or

Le collier de l’ordre de la Toison d’or

L'ordre de la Toison d'or est un ordre de chevalerie séculier fondé en janvier 1430 par Philippe le Bon à Bruges lors des festivités données à l'occasion de son mariage avec sa troisième épouse, Isabelle de Portugal (1397-1471), fille de Jean Ier de Portugal.
L'ordre espagnol de la Toison d'or prend la suite de l'ordre habsbourgeois de la Toison d'or en 1700.
L'ordre carliste de la Toison d'or est créé avec le carlisme.

## Ordrecarlistede la Toison d'Or

### Chevaliers nommés par les prétendantscarlistes
Aucun diplôme ni liste officielle précisant les dates d'admission des chevaliers nommés par les prétendants carlistes ne nous sont parvenus.

#### Sous Charles«V»
Charles Marie Isidore Benoît de Bourbon (en espagnol : don Carlos María Isidro Benito de Borbón y de Borbón) (1788-1855), 1er prétendant carliste au trône d'Espagne (« Charles V », 1er octobre 1833 - 18 mai 1845), « comte de Molina ». 

##### Vers 1836
- Joaquin Abarca y Blaque (1778-1844), évêque de León.
- Manuel Maria de Medina Cabañas y Verdes Montenegro (1773-1856), 1er comte (carliste) de Casa Medina.

##### Vers 1838
- Manuel Gómez y Damas[1] (1796-1849), 1er marquis (carliste) de Orbaiceta.

#### Sous Charles«VI»
Charles Louis Marie Ferdinand de Bourbon (en espagnol : don Carlos Luis María Fernando de Borbón y de Braganza) (1818-1861), 2e prétendant carliste au trône d'Espagne (« Charles VI », 18 mai 1845 - 1861), « comte de Montemolín ». 

##### Vers 1850
- Alphonse Charles de Bourbon (1849-1936), « duc de San Jaime », futur prétendant au trône(s).

#### Sous Jean«III»
Jean Charles Marie Isidore de Bourbon (1822-1887) (en espagnol : Juan Carlos María Isidro de Borbón y Braganza), 3e prétendant carliste au trône d'Espagne (« Juan III » : 1861-1868), « comte de Montizón », prétendant légitimiste au trône de France (« Jean III » (1883-1887).
- Aucune nomination.

#### Sous Charles«VII»
Charles de Bourbon (1848-1909) (en espagnol : Carlos María de Borbón y Austria-Este), 4e prétendant carliste au trône d'Espagne (« Charles VII » (en espagnol : Carlos VII) : 1868-1909), « duc de Madrid et comte de la Alcarria », prétendant légitimiste au trône de France (« Charles XI » (1887-1909). 

##### Vers 1870
- Ramón Cabrera y Griñó (1806-1877), 1er comte (carliste) de Morella, 1er marquis (carliste) del Ter, 1er duc (carliste) del Maestrazgo[2].

##### Vers 1875
- Hermenegildo Díaz de Ceballos[3],[4] (1814-1891), 1er comte (carliste) de Vinculo, 1er marquis (carliste) de Ceballos.
- Joaquín de Elío y Ezpeleta[5] (1806-1876), 1er marquis (carliste) del Lealtad, 1er vicomte (carliste) de Casa Elío, 1er duc d'Elío (es) (carliste).
- Pedro Caro y Álvarez de Toledo (1827-1890), 5e marquis de la Romana (es), 1er comte (carliste) del Real Estimacion.

##### Vers 1895
- Enrique de Aguilera y Gamboa (1845-1922), 17e marquis de Cerralbo, 10e comte d'Alcudia (es), et grand d'Espagne, etc.

##### Vers 1900
- Tirso de Olazábal y Lardizábal (1842-1924), 1er comte (carliste) de Arbelaiz y 1er comte (carliste) de Oria

#### Sous Jacques «III»
Jacques de Bourbon (1870-1931) (en espagnol : Jaime de Borbón y Borbón-Parma), 5e prétendant carliste au trône d'Espagne (« Jacques III » (en espagnol : Jaime III) : 1909-1931), « duc de Madrid », prétendant légitimiste au trône de France (« Jacques Ier » (1909-1931), « duc d'Anjou ». 
- Aucune nomination.

#### Sous Alphonse Charles «Ier»
Alphonse Charles Ferdinand Joseph Jean Pie de Bourbon (1849-1936) (en espagnol : Alfonso Carlos de Borbón y Austria-Este), 6e prétendant carliste au trône d'Espagne (« Alphonse Charles Ier » (en espagnol : Alfonso Carlos Ier) : 1931-1936), « duc de San Jaime », prétendant légitimiste au trône de France (« Charles XII » (1931-1936), « duc d'Anjou ». 
- Aucune nomination.

#### Les nominations après l'extinction de la lignée carliste directe
Il ne semble pas que la "Régence parmiste" puis les "rois carlistes" issus de cette régence, François-Xavier de Bourbon-Parme, Hugues de Bourbon-Parme puis Charles de Bourbon-Parme aient procédé à des nominations, pas plus que le frère cadet de Hugues de Bourbon-Parme, Sixte-Henri de Bourbon-Parme, Régent du carlisme traditionaliste. Cependant, lors de son mariage en 1964, le prince Hugues de Bourbon-Parme arborait un collier de Chevalier de la Toison d'Or, preuve de la revendication de souveraineté des Parme sur cet Ordre .
Par contre, une autre branche revendique aussi la postérité carliste à travers Charles-Pie de Habsbourg-Toscane fils de Léopold Salvator de Habsbourg-Toscane et de Blanche d'Espagne. Cette lignée, connue sous le nom de carloctavisme a procédé à quelques nominations de chevaliers sans qu'il existe de listes très précises.

### Ordrecarloctavistede la Toison d'Or
Liste des Chevaliers de l'ordre carloctaviste de la Toison d'Or espagnole 

#### SousCarlos Pío de Habsburgo-Lorena y Borbón, "Carlos VIII"
- Don Romàn Oyarzun
- Don Enrique Anabitarte
- Général Conde Jesus de Cora y Lira
- Don Francisco Javier Lizarza Inda
- Don Ignacio Maria de Plazaola
- Jaime Fernandez
- Don Ramòn Solsona Cardona

#### SousAntoine de Habsbourg-Toscane, "Carlos IX"
- Antonio de Lizarza Iribarren
- Baron Gabriel Lavrut de la Roca

#### SousFrancisco-José de Habsburgo-Lorena y Borbón, "Francisco-José 1er"
- Don Rafael Saura de Ayerbe
- Francisco Kossler
- Conde José-Carlos Sabater de Campodron
- Conde Mariano Lamanié de Clairac
- Don Roger Amat
- Jesus Pabòn

#### SousDomingo de Habsburgo-Borbón y Toscaña, "Domingo 1er"
- Marquis Francisco de las Heras Borrero
- Luciano Pellicioni di Poli
- Don Carlos Donés
- Pierre Vallino
- Sylvain Roussillon
- Vicomte Ghislain de Castelbajac